# Waldsteinsonaten

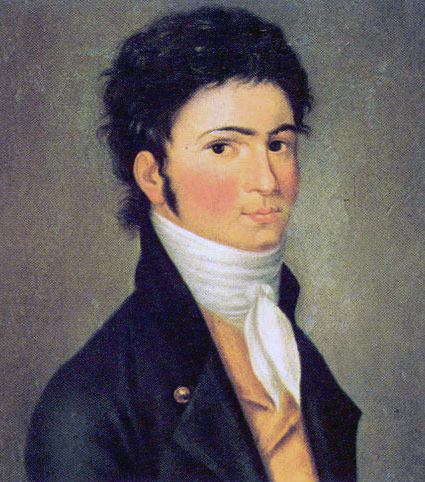
Carl Traugott Riedels porträtt Beethoven (1801)

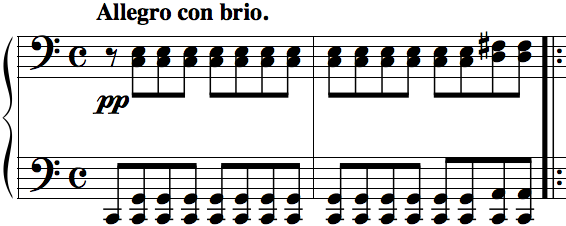
Första satsens inledning

"Waldsteinsonaten", egentligen Piano sonata nr. 21,op. 53 Nr. 2 i C-dur är en pianosonat komponerad av Ludwig van Beethoven från december 1803, före arbetet med operaverket Fidelio. Waldsteinsonaten utgavs 1805 av musikförlaget i Leipzig Breitkopf & Härtel, med en tillägnan till greve Ferdinand Ernst von Waldstein, Beethovens vän och välgörare.